# Metalloleptura rahoarei
Metalloleptura rahoarei là một loài bọ cánh cứng trong họ Cerambycidae.